# Juge électoral en France
Le juge électoral est une institution qui doit être saisie en France en cas de soupçon de fraude électorale ou d'irrégularité dans la procédure de vote.
- Pour les élections nationales, présidentielles et législatives, il s’agit du Conseil constitutionnel .
- Pour les élections locales et européennes, il s'agit du tribunal administratif et du Conseil d’État.

## Historique
Depuis 1958 et la constitution de la cinquième république, le Conseil constitutionnel assume les compétences de juge électoral pour les élections législatives, sénatoriales et présidentielles. Cela est une nouveauté et paraît représenter un progrès au regard du droit antérieur.

## Sources
- Que se passe-t-il en cas de fraude électorale ?  - Qu'est-ce qu'une élection ? Découverte des institutions - Repères - vie-publique.fr
- Le Conseil constitutionnel, juge électoral et la liberté d’expression
- Le Conseil d'État : Le juge administratif et le droit électoral
- Le conseil constitutionnel, juge électoral - Thèmes et commentaires